# سمفونی در آبی
«سمفونی در آبی» (به انگلیسی: Symphony in Blue) تک‌آهنگی از هنرمند اهل بریتانیا کیت بوش است که در سال ۱۹۷۹ میلادی منتشر شد. این تک‌آهنگ در آلبوم شیردل (آلبوم کیت بوش) قرار داشت.